# Refuge (album de Jean-Louis Aubert)
Pour les articles homonymes, voir Refuge.
Albums de Jean-Louis Aubert
Les Parages du vide
(2014) Pafini
(2024)
Singles
1. Bien sûr
Sortie : 26 septembre 2019
2. Du bonheur
Sortie : 28 février 2020
3. Aussi loin
Sortie : 7 septembre 2020
4. Où me tourner
Sortie : 22 janvier 2021

Refuge est un double-album studio de Jean-Louis Aubert, son neuvième album studio, paru le 15 novembre 2019.
Sur cet album, Jean-Louis Aubert joue de tous les instruments à l'exception des cuivres et des cordes. Pour la première fois de sa carrière solo, l'artiste voit ses sessions d'enregistrements entrecoupées par les dates de sa tournée de 2019, Prémixes.
L'album s'est vendu à 100 000 exemplaires, jusqu'au grand confinement.
La chanson Où je vis évoque le moulin où habite l'artiste.

## Liste des titres
| 1.  | Ne m'enferme pas    | 3:53 |
| 2.  | Du bonheur          | 4:21 |
| 3.  | Bien sûr            | 3:39 |
| 4.  | Aussi loin          | 3:19 |
| 5.  | Refuge              | 3:33 |
| 6.  | Où je vis           | 4:08 |
| 7.  | Tu vas l’aimer      | 3:18 |
| 8.  | Les temps sont durs | 2:31 |
| 9.  | Où me tourner       | 3:58 |
| 10. | Autiste artiste     | 3:27 |
| 11. | Tire d’aile         | 4:13 |

| 1.  | Encore                   | 4:28 |
| 2.  | Sculpteur de vent        | 3:51 |
| 3.  | Marche droit             | 3:23 |
| 4.  | Laisse-les               | 4:12 |
| 5.  | La vie est une souris    | 4:20 |
| 6.  | Pour de bon              | 3:44 |
| 7.  | Je n'arrive pas à croire | 2:54 |
| 8.  | L'ange et la grande      | 2:23 |
| 9.  | Simple                   | 2:34 |
| 10. | Pardonne                 | 3:45 |
| 11. | Demain                   | 4:20 |